# Авіаносці типу «Мідвей»
Авіаносці типу «Мідвей» (англ. Midway-class aircraft carrier) — серія важких ударних авіаносців США періоду Другої світової війни.

## Історія створення
Найбільші американські авіаносці, закладені під час Другої світової війни. Спроєктовані в 1940—1943 роках як збільшений варіант авіаносців типу «Ессекс» з броньованою польотною палубою, більшою авіагрупою, посиленим зенітним озброєнням та покращеним протиторпедним захистом.
Виконання всіх цих вимог призвело до різкого зростання розмірів корабля, що виключало можливість проходу через Панамський канал і тим самим знижувало його тактичну мобільність.
Всього планувалось побудувати 6 таких кораблів, але згодом від будівництва трьох з них (CV-44, CV-56 та CV-57) відмовились.
Нові кораблі за своїми розмірами та бойовими можливостями настільки переважали своїх попередників, що для них довелось придумати нову класифікацію. Кораблям присвоїли індекс CVB, де буква B означає battle.
Розробка робочих креслень авіаносця йшла повним ходом, але перспективи будівництва корабля залишались невизначеними аж до кінця 1942 року. Тільки битва за Мідвей схилила більшість адміралів та морських спеціалістів до визнання необхідності мати у складі флоту надважкі авіаносці з броньованою палубою. Проте, президент Рузвельт, затверджуючи 12 серпня 1942 року екстрену кораблебудівельну програму, викреслив з неї пункт про будівництво чотирьох авіаносців водотоннажністю 45 000 тонн. Тільки через 2 місяці, 8 жовтня 1942 року, Рузвельт під натиском адмірала Ернеста Кінга та Генеральної ради флоту погодився включити до бюджету наступного року будівництво двох таких кораблів. Офіційне рішення про будівництво двох авіаносців-гігантів президент підписав 29 грудня 1943 року, третього — 26 травня 1944 року.
Плановану закладку CVB-44 остаточно скасували 11 січня 1944 року. Останню спробу збільшити кількість надважких авіаносців Генеральна рада здійснила наприкінці війни, наполігши на включення до програми 1945 року будівництва двох однотипних кораблів CVB-56 та CVB-57. Але до того часу міць японського флоту була зламана і потреба у вартісних гігантах зникла.
Головний корабель серії CVB-41 будувався на стапелі, два інших — в сухих доках. «Мідвей» та «Франклін Рузвельт» вступили у стрій через 23 місяці після закладки. Враховуючи величезні розміри кораблів, їх насиченість найновішою технікою, організацію роботи на верфях було визнано ідеальною. Проте побудувати кораблі до кінця війни не встигли. Після закінчення війни темп робіт на «Корал Сі» різко знизився, і його будівництво тривало 39 місяців.
У перші повоєнні роки авіаносці типу «Мідвей» були єдиними американськими авіаносцями, здатними без додаткової модифікації нести важкі ударні літаки нового покоління, в тому числі оснащені ядерною зброєю.

## Представники
| Назва                                   | Номер                                      | Верф                                       | Закладений                                 | Спущений на воду                           | Вступив у стрій                            | Доля                                                     |
| --------------------------------------- | ------------------------------------------ | ------------------------------------------ | ------------------------------------------ | ------------------------------------------ | ------------------------------------------ | -------------------------------------------------------- |
| Мідвей Midway                           | CVB-41                                     | NNS                                        | 27 жовтня 1943 року                        | 20 березня 1945 року                       | 10 вересня 1945 року                       | знятий з озброєння 11 квітня 1992 року, корабель-музей   |
| Франклін Рузвельт Franklin D. Roosevelt | CVB-42                                     | верф флота у Нью-Йорку                     | 1 грудня 1943 року                         | 29 квітня 1945 року                        | 27 жовтня 1945 року                        | знятий з озброєння 30 вересня 1977 року, пущений на здам |
| Корал Сі Coral Sea                      | CVB-43                                     | NNS                                        | 10 липня 1944 року                         | 2 квітня 1946 року                         | 1 жовтня 1947 року                         | знятий з озброєння 26 квітня 1990 року, пущений на здам  |
|                                         | CV-44                                      | будівництво скасоване 11 січня 1944 року   | будівництво скасоване 11 січня 1944 року   | будівництво скасоване 11 січня 1944 року   | будівництво скасоване 11 січня 1944 року   | будівництво скасоване 11 січня 1944 року                 |
| CV-56                                   | будівництво скасоване 28 березня 1945 року | будівництво скасоване 28 березня 1945 року | будівництво скасоване 28 березня 1945 року | будівництво скасоване 28 березня 1945 року | будівництво скасоване 28 березня 1945 року |                                                          |
| CV-57                                   | будівництво скасоване 28 березня 1945 року | будівництво скасоване 28 березня 1945 року | будівництво скасоване 28 березня 1945 року | будівництво скасоване 28 березня 1945 року | будівництво скасоване 28 березня 1945 року |                                                          |

## Конструкція

### Корпус
За архітектурою «Мідвей» нагадував «Ессекс», але був набагато більшим. Його польотна палуба й надалі була зроблена як надбудова і не брала участі у забезпеченні міцності корпусу. Схема розміщення острівної надбудови та ліфтів також повторювала прототип. Зовні «Мідвей» суттєво відрізнявся тільки великою димовою трубою, яка чимось нагадувала довоєнні «Лексінгтон» та «Йорктаун».
Універсальні баштові установки перенесли зі польотної палуби на широкі полиці вздовж бортів. Це позитивно позначилось на остійності, до того ж зенітний вогонь став менше заважати злітно-посадковим операціям. Ширина корпусу порівняно з «Ессексом» також значно збільшилась. Це дозволило покращити протиторпедний захист та скруглити обводи, знизивши коефіцієнт повноти міделя.

### Бронювання
Броньовий захист містив три броньові палуби та броньовий пояс, а також локальне бронювання. Польотну палубу (281,6 х 34,4 м) захищала нецементована 87-мм броня. Її загальна маса становила 3650 тонн. Ангарну та нижню палуби покривала 50-мм сталь марки STS. Загальна маса обох становила 2090 тонн.
Поряд з потужним горизонтальним бронюванням «Мідвей» мав таке ж солідне вертикальне бронювання. В період проєктування ще були свіжі спогади про загибель англійського авіаносця «Глоріес», розстріляного лінкорами «Шарнгорст» та «Гнейзенау». Тому від конструкторів вимагали забезпечити надійний захист від 203-мм снарядів, оскільки зустріч з японськими важкими крейсерами була досить імовірною.
У зв'язку з цим авіаносці оснастили 193-мм броньовим поясом — найпотужнішим, що коли-небудь застосовувався на авіаносцях. Правда, в процесі проєктування виявилась досить помітне переважування корабля на правий борт, тому 193-мм броню зберегли тільки з лівого борту. Справа її зменшили до 178 мм і до того ж плавно зрізали її до нижньої кромки до 76 мм. Траверзні перебірки (160 мм) замикали броньовий пояс в цитадель. Стернова машина мала коробчатий захист: 193-мм броню з бортів, 160 мм попереду та позаду 127 мм зверху, 63 мм знизу. На авіаносці відновили броньову рубку (стіни 165 мм, дах 87 мм). Електричні кабелі знаходились в трубах зі 102-мм стінками.
Протиторпедний захист складався з чотирьох поздовжніх перебірок, які ділили простір біля кожного борту на чотири відсіки: два зовнішні заповнював мазут, два інші залишались пустими та служили камерами розширення. Але якщо на «Ессексі» товщина перебірок не перевищувала 16 мм, то на «Мідвеї» третя з них мала 32 мм. Ширина протиторпедного захисту — 5,2 метри з кожного борту.
Підвищувало стійкість корабля до підводних вибухів нетрадиційне компонування машинно-котельних відділень. Два машинних відділення розміщувались вздовж осі корабля, котельні — зліва та справа від них. Фактично кожне з 12 котельних відділень служило додатковим захистом від підводного вибуху у тому випадку, якщо система протиторпедного захисту буде зруйнована.

### Силова установка
Енергоустановка складалась з чотирьох турбозубчастих агрегатів фірми «Вестінгауз» та 12 котлів фірми «Бебкок і Уілконс». Повний запас палива в 10 тисяч тонн забезпечував фактичну дальність плавання 15 000 миль на 15 вузлах. Кожний паровий котел розміщувався в окремому водонепроникному відсіку. Передні турбіни обертали внутрішні гребні вали, кормові — зовнішні. Енергоустановка корабля мала високу живучість за рахунок розміщення у 26 відсіках, але була досить громіздкою та незручною в обслуговуванні. Можливо тому американці на наступному авіаносці типу «Форрестол» повернулись до традиційного компонування машинно-котельних установок.
На ходових випробуваннях всі авіаносці типу «Мідвей» досягли проєктної швидкості у 33 вузли. Як і «Ессекси», нові авіаносці могли підтримувати високу швидкість протягом тривалого часу. Так, у 1946 році «Мідвей» пройшов 4452 милі (8245 км) від Гуантанамо до Ріо-де-Жанейро з середньою швидкістю 32,56 вузла (60,3 км/г).

### Зенітне озброєння
Зенітне озброєння авіаносців типу «Мідвей» значно відрізнялось від попередніх кораблів. Замість 127-мм гармат з довжиною ствола у 38 калібрів (4,83 м) вони отримали 127-мм гармати Mk.16/0 в 54 калібри (6,86 м). Гармата Mk.16/0 в одинарній башті розроблялась для лінкорів типу «Монтана» та мала солідні бойові характеристики. Проте до будівництва лінкорів цього типу справа не дійшла. В результаті «Мідвеї» стали єдиними кораблями, що мали цю артилерійську установку.
ППО на малих висотах забезпечували чотириствольні 40-мм «Бофорси» та одноствольні 20-мм «Ерлікони». На момент вступу у стрій CVB-41 та CVB-42 мали 18 одноствольних 127-мм та 21 чотириствольні 40-мм установки. CVB-43 відповідно 14 та 19. Замість передбачених проєктом 82 стволів 20-мм автоматів «Мідвей» мав всього 28, проте і їх незабаром зняли. На «Корал Сі» їх не було взагалі.
Управління вогнем 127-мм гармат здійснювалось за допомогою камандно-далекомірних постів Mk.37, два з яких стояли на острові і один на артилерійській палубі по лівому борту. На «Корал Сі» останній замінили компактнішим постом Mk.56. Для управління стрільбою 40-мм автоматів служили широко розповсюджені на американському флоті директори Mk.51.

### Радіолокаційне обладнання
Раідолокаційне обладнання CVB-41 при вступі у стрій включало в себе радари пошуку повітряних цілей SK-2 та SR-2, трикоординатний радар SX та два радари пошуку надводних цілей SG. CVB-42 та CVB-43 відрізнялись від головного корабля наявністю нового радара SR-3, встановленого замість SK-2/

### Авіація
Авіаційне озброєння за проєктом нараховувало 136 літаків: 64 винищувачі F4U «Корсар», 8 нічних винищувачів F6F «Геллкет», 64 пікіруючих бомбардувальників SB2C «Геллдайвер». ЗА необхідності кількість машин можна було збільшити до 144. Одноярусний ангар (211 х 29 х 5,33 м) дозволяв розміщувати 153 одномоторні винищувачі. Ангар розділяли чотири протипожежні перебірки.
Авіаційний запас у 1945 році складався з 828 фугасних бомб по 100 фунтів (45 кг), 470 фугасних бомб по 500 фунтів (227 кг), 324 фугасних бомб по 1000 фунтів (454 кг), 306 напівбронебійних бомб по 1000 фунтів, 180 бронебійних бомб по 1600 фунтів (726 кг), 720 глибинних бомб по 325 фунтів (148 кг), 720 запалювальних бомб по 100 фунтів, а також 96 торпед і 6060 некерованих ракетних снарядів (5324 127-мм HVAR, 486 87-мм протичовнових, 250 298-мм протикорабельних «Тайті Тім»).
Запас авіаційного бензину становив 1 254 960 літрів, в півтора рази більше, ніж на «Ессексах».
Авіаційно-технічне обладнання включало дві палубні катапульти, комплект аерофінішерів, чотири аварійних бар'єри, три літакопідйомники, а також систему заправки та подачі авіаційного боєзапасу. Гідропневматичні катапульти H-IV-1 відрізнялись від базової моделі H-IV тільки збільшеною довжиною стартової доріжки. Вони могли розганяти літаки масою 12,7 тонн до швидкості 145 км/г. Аерофінішери Mk.V.0 були аналогічні встановленим на «Ессексах». Вони могли зупиняти літаки масою 13,5 тонн з посадковою швидкістю 145 км/г.
Розташування та конструкція літакопідйомників відрізнялась від прототипу лише в деталях. Два палубних ліфти мали розмір 16,5×14 м і вантажопідіймальність 12 тонн. Бортовий (17,08 х 10,4 м) міг підіймати літаки масою 8,2 тонни.

### Електричне обладнання
Корабельна електростанція складалась з восьми турбогенераторів змінного струму потужністю по 1250 кВт. Напруга бортової мережі — 440 В. Турбогенератори розміщувались в чотирьох водонепроникних відсіках, які попарно примикали до кормової перебірки машинних відділень. Крім того, у двох ізольованих відсіках розташовувались аварійні дизель-генератори загальною потужністю 2850 кВт. Таким чином, сумарна потужність електростанції авіаносця досягла рекордної величини у 12850 вКт.

### Екіпаж
Екіпаж по штату 1943 року складався з 3443 чоловік. З них 106 офіцерів та 2006 матросів відносились до корабельного штату, а 210 офіцерів та 1121 нижній чин були авіаторами. На кораблі зарезервували приміщення для 140 чоловік штабу (на випадок, якщо авіаносець буде флагманом). Проєктувальники заклали чисельність екіпажу майже на 1000 чоловік більше, ніж на «Ессексах», це повинно було уникнути «перенаселення» корабля. Тим не менше, у 1947 році на кораблі перебувало близько 4100 чоловік. Тому побутові умови на нових кораблях виявились поганими, як і у попередників.

## Модернізації
Розробку проєкту модернізації кораблів цього типу американці розпочали у травні 1949 року, одразу після скасування будівництва «Юнайтед Стейтс». Але прогнозована вартість модернізації кожного корабля становила 45 млн доларів. Конгрес поставився до цих планів різко негативно: платити такі гроші за перебудову щойно збудованих кораблів конгресмени вважали недоцільним.
Знову до ідеї модернізації «Мідвеїв» повернулись під час війни в Кореї. У квітні 1952 року було вирішено включити фінансування робіт на двох кораблях в бюджет 1954 року.

### Проєкт модернізації SCB-110
Детальний проєкт модернізації SCB-110 був підготовлений на базі проєкту SCB-27C. Він передбачав глибшу модернізацію, ніж передбачалось раніше. Максимальну злітну вагу літаків обмежили 32 тонами (замість 36), проте передбачили кутову палубу завдовжки 162 метри та бортовий ліфт в кормовій частині. Були встановлені парові катапульти C-11, причому в процесі робіт до двох носових додали третю, розташовану на ділянці кутової палуби. Розміри та вантажопідйомність трьох ліфтів стали однаковими 17,08×13,4 м та 33,6 тонн. Через те, що розміри літаків зросли, їх кількість зменшили до 80 одиниць.
Запас авіаційного палива довели до 2,271 млн літрів гасу та 1,27 млн літрів бензину. Це було зроблено за рахунок корабельного палива, що призвело до скорочення дальності плавання 20-вузловим ходом до 11 200 миль. Правда, у випадку необхідності в котлах можна було спалювати авіаційний гас — тоді дальність плавання зростала.
Відбулись зміни і в артилерійському озброєнні: залишили 10 127-мм гармат, замість 40-мм автоматів встановили 76-мм автоматичні зенітки. Броньовий пояс демонтували, замість нього поставили 37-мм броню поверху булів. Самі булі мали ширину 1,25 м з кожного борту та вирішували зразу дві задачі: підвищували остійність та підсилювати протиторпедний захист. Як компенсацію за втрату бортової броні навколо погребів боєзапасу та бензинових танків встановили коробчасте протиосколкове бронювання.
«Мідвей» вступив у стрій після реконструкції 1 жовтня 1955 року, «Франклін Рузвельт» — 6 квітня 1956 року. Модернізація кожного корабля коштувала 40-48 млн доларів, без врахування електроніки, яка оплачувалась окремо. Роботи на «Корал Сі» включили в бюджет 1957 року, і він перебудовувався за вдосконаленим проєктом SCB-110A. Головна відмінність була в тому, що носовий ліфт також став бортовим. Крім того, з корабля зняли всі 76-мм гармати, а кількість 127-мм гармат зменшили до шести. Він вступив у стрій 25 січня 1960 року.

### Проєкт модернізації SCB-101.66
На початку 60-х років на озброєння флоту США надійшли бойові літаки нового покоління, зокрема важкий винищувач-бомбардувальник F-4 «Фантом». Розміри «Мідвеїв» в принципі дозволяли розмістити їх на борту, але для цього була необхідна чергова серйозна модернізація. Її проєкт SCB-101.6 включав у себе заміну трьох катапульт C-11 на дві набагато потужніші C-13, додаткове посилення та розширення політної палуби, повну заміну аерофінішерів та літакопідйомників. Ліфти стали повністю бортовими, вантажопідйомність кожного збільшилась до 50 тонн, а розміри до 19,2×15,85 м. Запас авіаційного палива досяг майже 4,5 млн літрів. Повністю замінювалась електроніка, встановлювалась найновіша система відображення тактичної обстановки NTDS (Naval Tactical Data System).
На кораблях не залишалось жодного артилерійського озброєння — протиповітряну оборону здійснювала авіація та кораблі супроводу.
В цілому проєкт SCB-101.66 перетворював «Мідвеї» в повноцінні сучасні авіаносці, але його вартість була величезною. Переобладнання «Мідвея» продовжувалось чотири роки (з лютого 1966 року по січень 1970 року) і замість передбачених бюджетом 84,3 млн доларів коштувало 202 млн доларів. Це змусило відмовитись від аналогічної перебудови «Франкліна Рузвельта» та «Корал Сі», обмежившись скромнішим переліком удосконалень. Так, на «Рузвельті» носовий ліфт замінили на потужніший бортовий, замінили радіоелектроніку, демонтували катапульту на кутовій частині палуби, але носові катапульти залишили попередніми. Не так суттєво збільшився й запас авіаційного палива. Все це дозволило вкластись в суму 46 млн доларів. Ще менше коштували роботи на «Корал Сі», оскільки його носовий ліфт став бортовим ще під час модернізації 50-х років.

## Характеристика проєкту
Авіаносці типу «Мідвей» — найбільші серед американських бойових кораблів періоду Другої світової війни — отримали неоднозначні, часом цілком протилежні оцінки. Підстави для критики були чималі. Так, ширина політної палуби теоретично дозволяла одночасно злітати та сідати двом винищувачам, але на практиці цього ніхто ніколи не робив (так як це було дуже небезпечно). В результаті зліт всіх 136 машин при 30-секундних інтервалах займав більше години. Те саме відбувалось при посадці. Літаки даремно витрачали паливо, очікуючи на посадку. Отже, чисельність авіагрупи на «Мідвеях» була менш раціональною, ніж на «Ессексах».
Якщо не вважати деякого посилення зенітного озброєння та системи протиторпедного захисту, єдиною принциповою відмінністю «Мідвеїв» від попередників була наявність броньованої політної палуби. Але за довелось дуже дорого заплатити — водотоннажність виросла майже удвічі. Окрім того, що неймовірно зросла вартість корабля, це призвело до різкого зниження його тактичної мобільності через неможливість проходу Панамським каналом.
Таким чином, вступивши у стрій надто пізно, щоб взяти участь у війні, ці авіаносці моментально застаріли та стали непотрібними.
Але незабаром ситуація радикально помінялась. Великі габарити стали у пригоді для перетворення кораблів на носіїв реактивних літаків. Можливості «Ессексів» в цьому плані були набагато гіршими. Взагалі їх модернізація стала вимушеним кроком, обумовленим фінансовими мотивами.
До початку 1960-х років всі модернізаційні ресурси «Ессексів» були вичерпані. Літаки F-8 «Крусейдер» та A-4 «Спайхок» стали останніми ударними літаками, які ще могли базуватись на них. В той же час «Мідвеї» згодом отримали потужніші A-6 «Інтрудер» та F-18 «Хорнет». В результаті авіаносці типу «Мідвей», попри більшу ціну будівництва та постійно зростаюче навантаження, перебували у строю на два десятиліття довше за попередників.